# منتخب أستراليا لدوري الرغبي
منتخب أستراليا الوطني لدوري الرغبي (بالإنجليزية: Australia national rugby league team)‏ هو ممثل أستراليا الرسمي في المنافسات الدولية في دوري الرغبي .

## وصلات خارجية
- الموقع الرسمي